# Live Cycling Manager
Live Cycling Manager es una serie de juegos de simulación de ciclismo desarrollado por Xagu Studios para Android e iOS. El primer juego se lanzó el 1 de septiembre de 2018, la segunda el 20 de agosto de 2019 y el 30 de Junio de 2021 la tercera.

## Reseña
Live Cycling Manager 2 es un realista manager de Ciclismo donde cada jugador crea un equipo y lo gestiona por completo: inscripción en carreras, ciclistas, finanzas, estrategias, entrenamientos, material, traspasos y mucho más. Así, el jugador se convierte en un Director deportivo  que debe encargarse de todos los detalles que pueden llevar al éxito a un equipo profesional de ciclismo.

## Live Cycling Manager 2
La segunda entrega de este juego se publicó el 20 de agosto de 2019. La principal diferencia con respecto a su predecesor es el modo monojugador en el que se basa, dejando así las partidas en línea como una opción extra del juego. El motor de juego también ha sido rediseñado recreando los recorridos completos en 3D y mejorando la IA de los rivales.